# 若松園
座標: 北緯34度45分59.8秒 東経137度23分19.8秒 / 北緯34.766611度 東経137.388833度
有限会社若松園（わかまつえん）は、愛知県豊橋市にある老舗菓子店。豊橋銘菓「ゆたかおこし」で知られる。
江戸創業の若松屋を山田芳蔵が若松園と改名して現在に至る。

## 概要
1910年（明治43年）愛知県統計書には、若松園の1894年（明治27年）の記録がある。
1910年（明治43年）の新聞広告には店舗前に若松園として拡大したと掲載されている。
名物「ゆたかおこし」は、豊川稲荷に奉納されて誕生した創業以来の手作りおこしで、昭和天皇御即位の1928年（昭和3年）には豊橋市より豊橋名物として若松園の「ゆたかおこし」「ちぎりまんじゅう」「袖もよう」の三品が献上される。創業以来の菓子が製造販売されていることでも有名。
また、井上靖の自伝小説『しろばんば』にも「若松園」と実名で登場し、若松園の事や豊川稲荷の事を村人に自慢したと綴られている。

## 店舗
本店は愛知県豊橋市札木町87。豊橋鉄道市内線の「札木停留場」下車、徒歩2分。
市内には駅ビルカルミア内、イオン豊橋南店に2つの支店がある他、豊川市に直営店もある。